# Tephrina fumosa
Tephrina fumosa är en fjärilsart som beskrevs av George Francis Hampson 1891. Tephrina fumosa ingår i släktet Tephrina och familjen mätare. Inga underarter finns listade i Catalogue of Life.